# Basco (Batanes)
Basco, conosciuta anche come Santo Domingo de Basco, è una municipalità di quinta classe delle Filippine, capoluogo della Provincia di Batanes, nella Regione della Valle di Cagayan.
Basco è formata da 6 baranggay:
- Chanarian
- Ihubok I (Kaychanarianan)
- Ihubok II (Kayvaluganan)
- Kayhuvokan
- San Antonio
- San Joaquin